# Церковь Воскресения Христова (Хакодате)
Церковь Воскресения Христова (яп. 主の復活聖堂 Сю-но Фуккацу сэйдо:) — православный храм в городе Хакодате префектуры Хоккайдо, приход которого относится к Восточнояпонской епархии автономной Японской Православной Церкви (Московский патриархат). Исторически, первый православный храм в Японии, основанный в 1859 году как посольская церковь при русском консульстве. Церковь является одной из достопримечательностей Хакодатэ; за бой церковных колоколов жители города называют её Гангандэра (ガンガン寺 — «монастырь бом-бом»).

## История
Храм в русском консульстве в Хакодате, в течение десятилетий бывшем единственным городом Японии, открытым для иностранцев, был основан в 1858 году российским консулом Иосифом Гошкевичем. В 1859 году службы совершались в приспособленном помещении на территории буддийского храма. 
Первое здание православного храма было построено на консульские средства и освящено в октябре 1860 года.
С 1861 года в церкви служил как священник Николай Касаткин, который заложил основы будущей Японской православной церкви. С 1873 по 1898 год при храме действовала начальная школа, а с 1884 по 1893 год — школа для девочек.
В 1907 году церковь полностью сгорела в ходе пожара, охватившего всё Хакодате. Восстановительные работы завершились в 1916 году. Новый храм был построен кирпичным, в русско-византийском стиле.
В 1983 году церковь была занесена в список «важных памятников материальной культуры» Японии. 
14 сентября 2012 года патриарх Московский Кирилл, совершавший первосвятительский визит в Японскую Церковь, посетил Воскресенский храм